# Барселус (Амазонас)
Барселус (порт. Barcelos) — муниципалитет в Бразилии, входит в штат Амазонас. Составная часть мезорегиона Север штата Амазонас. Входит в экономико-статистический микрорегион Риу-Негру. Население составляет 25 718 человек на 2010 год. Занимает площадь 122 451,505 км². Плотность населения — 0,21 чел./км².

## Границы
Муниципалитет граничит:
- на востоке — штат Рорайма
- на юге — муниципалитеты Нову-Айран, Кодажас
- на юго-западе — муниципалитет Мараан
- на западе — муниципалитет Санта-Изабел-ду-Риу-Негру
- на северо-западе — Венесуэла

## Демография
Согласно сведениям, собранным в ходе переписи 2010 г. Национальным институтом географии и статистики (IBGE), население муниципалитета составляет:
| Полное население                               | Полное население                               | Полное население                               | Полное население                               | 17 039 |
| ---------------------------------------------- | ---------------------------------------------- | ---------------------------------------------- | ---------------------------------------------- | ------ |
| в том числе:                                   | Городское население                            | 6 084                                          | Процент городского населения, %                | 43,38  |
|                                                | Сельское население                             | 12 579                                         | Процент сельского населения, %                 | 56,62  |
|                                                | Мужское население                              | 7 616                                          | Процент мужского населения, %                  | 49,12  |
|                                                | Женское население                              | 7 916                                          | Процент женского населения, %                  | 51,28  |
| Плотность населения, чел/км²                   | Плотность населения, чел/км²                   | Плотность населения, чел/км²                   | Плотность населения, чел/км²                   | 0,21   |
| Население муниципалитета в % к населению штата | Население муниципалитета в % к населению штата | Население муниципалитета в % к населению штата | Население муниципалитета в % к населению штата | 0,74   |

По данным оценки 2015 года, население муниципалитета составляет 18 897 жителя.

## История
Город основан в 1931 году.

## География
Климат местности: экваториальный.

## Важнейшие населенные пункты
| № | Населённый пункт | Населённый пункт (порт.) | Категория         | Население чел. (2010) | На карте                       |
| - | ---------------- | ------------------------ | ----------------- | --------------------- | ------------------------------ |
| 1 | Барселус         | Barcelos                 | город             | 11 157                | 0°58′20″ ю. ш. 62°55′33″ з. д. |
| 2 | Мора             | Moura                    | поселок           | 415                   | 1°27′28″ ю. ш. 61°38′05″ з. д. |
| 3 | Кумару           | Cumaru                   | индейская деревня | нет данных            | 0°36′10″ ю. ш. 63°23′06″ з. д. |
| 4 | Пилоту           | Piloto                   | поселок           | нет данных            | 0°56′32″ ю. ш. 62°57′06″ з. д. |
| 5 | Санту-Антониу    | Santo Antônio            | поселок           | нет данных            | 0°56′51″ ю. ш. 62°56′41″ з. д. |
| 6 | Мариуа           | Mariuá                   | поселок           | нет данных            | 0°57′58″ ю. ш. 62°56′02″ з. д. |
| 7 | Марара           | Marará                   | поселок           | нет данных            | 0°57′31″ ю. ш. 62°56′16″ з. д. |
| 8 | Карвуэйру        | Carvoeiro                | индейская деревня | нет данных            | 1°23′41″ ю. ш. 61°58′47″ з. д. |